# Droga magistralna A19 (Litwa)
Droga magistralna A19 (lit. Magistralinis kelias A19) – częściowo istniejąca droga magistralna w ciągu trasy europejskiej E85, o długości 7,9 km. Mimo posiadania znacznika A w nazwie nie spełnia wymagań drogi szybkiego ruchu tj. bezkolizyjne skrzyżowania i 2 jezdnie. A19 ma długość 8 km i oplata południową część Wilna.